# Contiger vittatalis
Contiger vittatalis är en fjärilsart som beskrevs av Dyar 1906. Contiger vittatalis ingår i släktet Contiger och familjen Crambidae. Inga underarter finns listade i Catalogue of Life.